# لو شینگ ین
لو شینگ ین (انگلیسی: Lu Sheng-yen؛ زادهٔ ۲۷ ژوئن ۱۹۴۵
(5th month, 18th day of the lunar calendar)) نویسنده رهبر و بنیانگذار فرقه بودای حقیقی وابسته به جنبش‌های نوپدید دینی اهل ایالات متحده آمریکا است.